# Киселі (Бєжаницький район)
Киселі (рос. Кисели) — присілок в Бєжаницькому районі Псковської області Російської Федерації.
Населення становить 6 осіб. Входить до складу муніципального утворення Бєжаницьке муніципальне утворення.

## Історія
Від 2005 року входить до складу муніципального утворення Бєжаницьке муніципальне утворення.

## Населення
| 2001 | 2002 | 2010 |
| ---- | ---- | ---- |
| 16   | ↘13  | ↘6   |